# Ivone Gebara
Ivone Gebara (San Paolo, 9 dicembre 1944) è una teologa, religiosa cattolica, femminista brasiliana.

## Biografia
Nata in una famiglia di origini siro-libanesi, Ivone Gebara diviene, a 22 anni, e dopo essersi laureata in filosofia e scienze religiose, monaca agostiniana. Continuando gli studi consegue il dottorato di ricerca nella medesima materia presso la Pontifícia Universidade Católica de São Paulo. Successivamente diviene docente di filosofia e teologia sistematica presso l’Istituto di teologia di Recife (Brasile), diretto dal teologo della liberazione Hélder Câmara fino alla sua chiusura, per ordine della Santa Sede, nel 1987 .
Nel 1990, Gebara è stata condannata dal Vaticano per aver criticato l'insegnamento morale della Chiesa, in particolare a causa delle sue opinioni sull'aborto pubblicate nella rivista Veja. Successivamente la gerarchia cattolica le ha comandato due anni di silenzio. Durante questo periodo, Gebara ha conseguito un secondo dottorato in studi religiosi presso l'Università Cattolica di Lovanio (Belgio) . 
Una delle più note opera di questa teologa cattolica è sull'esistenza del male vista da una prospettiva femminista: Rompendo o silêncio: uma fenomenologia feminista fare mal.

## Opere principali
- Trindade: palavra sobre coisas velhas e novas. Uma perspectiva ecofeminista (1994)
- Teologia ecofeminista. Ensaio para repensar o Conhecimento e a Religião (1997)
- Rompendo o silêncio. Uma fenomenologia feminista do Mal (2000)
- A Mobilidade da Senzala Feminina. Mulheres Nordestinas, Vida Melhor e Feminismo (2000)
- La sed de sentido. Búsquedas ecofeministas en prosa poética (2002)
- As águas do meu poço. Reflexões sobre experiências de liberdade (2005)
- O que é Teologia (2006)
- O que é Teologia Feminista (2007)
- O que é Cristianismo (2008)
- Compartilhar os pães e os peixes. O cristianismo, a teologia e teologia feminista (2008)
- Vulnerabilidade, Justiça e e Feminismos - Antologia de Textos (2010)
- Terra - Eco Sagrado (Teologia da Libertação e Educação Popular) (con Arno Kayser)